# Jaan Eslon
Jaan Eslon (Falköping, 4 de marzo de 1952 - España, 24 de septiembre de 2000) fue un Maestro Internacional de ajedrez sueco.

## Biografía
Nacido en Suecia pero de una familia de origen estonio, pasó parte de su vida ajedrecística en España (residió en ella desde 1982 hasta su muerte), siendo el primer ganador del Torneo Internacional de Ajedrez Ciudad de Linares en 1978.
Con veinte años conoció a Jan Timman y el relato de sus experiencias le motivo para convertir su afición al ajedrez en profesión. Abandonó sus estudios y pasó tres años participando en diversos torneos, al tiempo que descansaba en Suecia a temporadas trabajando para pagarse los viajes. Su primer torneo de cierto nivel lo jugó en España, el torneo de Ca'n Picafort, gracias a la ayuda de un amigo con el que viajaba por el país participando en todos los trofeos donde se le permitiera, y quedó segundo. Desde entonces viajaba a España en cuanto podía y seguía jugando, hasta que ganó el Torneo de Linares.
Su juego se caracterizaba por una sólida formación académica aprendida de manera autodidacta. Destacaba jugando con negras, donde aprovechaba cualquier pequeño fallo del rival para obtener ventaja. Solvente en la mayoría de las aperturas, era muy preciso en los finales de piezas menores, y se le achacaba la falta de ambición y la renuncia sistemática a entablar apasionadas discusiones en el tablero.